# Mysmeniola
Mysmeniola is een monotypisch geslacht van spinnen uit de  familie van de Mysmenidae.

## Soort
- Mysmeniola spinifera Thaler, 1995